# Горњи Штрпци
Горњи Штрпци су насељено мјесто у општини Прњавор, Република Српска, БиХ. Према попису становништва из 1991. у насељу је живјело 1.356 становника.

## Географија
Штрпци се налазе источно од града Прњавора. Омеђени су са југа и југоистока брдима Подљубића, са истока ријеком Укрином, вјештачким рибњаком са сјевера, са запада је ријека Вијака и са југозапада равницом тз. Лужанског поља. Село обухвата велику област испресијецану брежуљцима и равницама. Западним ободом села пролази магистрални пут Прњавор-Дервента, источно од села је пут Прњавор-Добој. На истоку села пружа се широка долина ријеке Укрине, плодна и засијана кукурузом, пшеницом, поврћем и другим културама. На ријеци Укрини и данас је сачувано неколико млинова-воденица са бранама. Некада их је било много више али су нестале због небриге и све већег значаја електричних млинова.

## Назив
Занимљиво је и само име села Штрпци, јер постоје још два са истим именом. У општини Рудо, на прузи Београд-Бар је село Штрпци и мјесто Штрпце на Косову, на граници са Републиком Северном Македонијом гдје и данас живи више хиљада Срба. Не зна се шта име Штрпци значи и различито се тумачи; по некима име Штрпци значи мјесто гдје су постојале шуме, по другим штрб-штрбав значи онај коме нешто недостаје; има и значење молитве-испрошене од Бога...

## Историја
Први пут се спомиње 1499. године у контексту историјских догађаја. Историјски и археолошки подаци говоре да је подручје села било насељено још у давној прошлости и пронађени су трагови живота од праисторије преко римског и средњовјековног периода све до наших дана. Према археолошким гласницима налази су пронађени на локалитетима: брдо код Штрбаца, Грабовице и Црквине као и на узвишењима изнад ријеке Укрине.

## Привреда
Захваљујући положају и доброј клими село је развило пољопривреду, посебно сточарство и ратарство, развијено је и рибарство захваљујући вјештачком рибњаку.

## Становништво
Данас у селу живи око 3000. становника, углавном српске националности и православне вјероисповијести.
| Националност       | 1991. | 1981. | 1971. | 1961. |
| Срби               | 1.321 | 1.279 | 1.528 | 1.587 |
| Југословени        | 16    | 162   |       | 1     |
| Хрвати             | 5     | 3     | 4     | 5     |
| Македонци          |       |       |       | 1     |
| Албанци            |       | 1     |       |       |
| остали и непознато | 11    | 75    | 20    | 25    |
| Укупно             | 1.353 | 1.520 | 1.552 | 1.619 |

| Демографија (Штрбци) (општина Штрпци) | Демографија (Штрбци) (општина Штрпци) | Демографија (Штрбци) (општина Штрпци) |
| Година                                | Становника                            | Становника                            |
| ------------------------------------- | ------------------------------------- | ------------------------------------- |
| 1948.                                 | 3.347                                 |                                       |
| 1953.                                 | 4.688                                 |                                       |
| 1961.                                 | 1.619                                 |                                       |
| 1971.                                 | 1.552                                 |                                       |
| 1981.                                 | 1.520                                 |                                       |
| 1991.                                 | 1.353                                 |                                       |